# 科克亚尔柯尔克孜族乡
科克亚尔柯尔克孜族乡是中华人民共和国新疆维吾尔自治区喀什地区塔什库尔干塔吉克自治县下辖的一个民族乡。

## 行政区划
科克亚尔柯尔克孜族乡下辖以下村级行政区划单位：
科克亚尔村和谢尔乃普村。